# Jouy-en-Josas
Jouy-en-Josas – miejscowość i gmina we Francji, w regionie Île-de-France, w departamencie Yvelines.
Według danych na rok 1990 gminę zamieszkiwało 7687 osób, a gęstość zaludnienia wynosiła 758 osób/km² (wśród 1287 gmin regionu Île-de-France Jouy-en-Josas plasuje się na 270. miejscu pod względem liczby ludności, natomiast pod względem powierzchni na miejscu 371.).

## Edukacja
- HEC Paris